# Alpi Salisburghesi
Con il termine Alpi Salisburghesi si intende un tratto della catena alpina definito dalla Partizione delle Alpi del 1926. Interessano l'Austria e la Germania. Prendono il nome dalla città di Salisburgo, città attorno alla quale sono definite.

## Classificazione
La Partizione delle Alpi aveva individuato tra le 26 sezioni alpine la sezione n. 23 che prendeva il nome di Alpi Salisburghesi.
Secondo la moderna classificazione alpina della SOIUSA le Alpi Salisburghesi non costituiscono una sezione distinta della catena alpina.
Dal confronto tra le due classificazioni si evince che le Alpi Salisburghesi sono composte dalle seguenti sezioni e sottosezioni della SOIUSA:
- Alpi Settentrionali Salisburghesi (tutte le sottosezioni),
- Alpi del Salzkammergut e dell'Alta Austria (sottosezioni: Monti del Dachstein e Monti del Salzkammergut),
- Alpi Scistose Tirolesi (sottosezione: Alpi di Kitzbühel),
- Alpi Calcaree Nordtirolesi (sottosezione: Monti del Kaiser),
- Alpi Bavaresi (sottosezione: Alpi del Chiemgau).

## Delimitazioni
Sono delimitate ad ovest dal corso del fiume Inn; a sud dal Gerlospass, dal corso del Salzach e dal Wagrainer Hohe; ad est dal corso del Traun; a nord si stemperano nelle colline austriache e bavaresi.

## Suddivisione
Secondo la Partizione delle Alpi le Alpi Salisburghesi erano suddivise in:
- Alpi di Kitzbühel (22.a)
- Steinernes Meer (22.b)
- Kaisergebirge (22.c)
- Leoganger Steinberge (22.d)
- Tennengebirge (22.e)
- Dachstein (22.f)